# 澳門佛教總會
澳門佛教總會（葡文：Associação Budista Geral de Macau）是澳門一個佛教聯合組織，創立於1996年。

## 宗旨
澳門佛教總會由健釗法師和機修法師發起成立，為了聯合地區內外的佛教組織和寺廟，更好的弘揚佛法。澳門佛教總會團結澳門的佛教界人士，為凝聚社會力量。 

## 外部連結
- 澳門佛教總會；澳門佛教